# فيرجينيا كوفي
فيرجينيا كوفي (بالإنجليزية: Virginia Coffey) هي ناشِطة ومُدرسة أمريكية، ولدت في 14 ديسمبر 1899 في ويلينغ في الولايات المتحدة، وتوفيت في 26 ديسمبر 2003 في سينسيناتي في الولايات المتحدة.